# Dmitri Svatkovski
Dmitri Svatkovski (n. 27 noiembrie 1971, Moscova, RSFS Rusă, URSS) este un sportiv ce a reprezentat Rusia, medaliat olimpic. A participat la 3 ediții ale Jocurilor Olimpice (1992, 1996, 2000) în care a câștigat o medalie de aur și o medalie de argint.